# Siagonium
Siagonium — род стафилинид из подсемейства Piestinae.

## Описание
Формула лапок 3-3-3.  Надкрылья с продольными рёбрами. Верхняя часть тела блестящая, без чешуек. У самцов голова впереди с двумя рогами.

## Систематика
К роду относятся:
- вид: Siagonium humerale Germar, 1817
- вид: Siagonium quadricorne Kirby et Spence, 1815